# Holothuria tubulosa
Holothuria tubulosa е вид морска краставица от семейство Holothuriidae. Видът не е застрашен от изчезване.

## Разпространение и местообитание
Разпространен е в Албания, Алжир, Белгия, Босна и Херцеговина, Великобритания (Северна Ирландия), Гибралтар, Гърнси, Гърция, Джърси, Египет, Израел, Ирландия, Испания, Италия, Кипър, Либия, Ливан, Малта, Мароко, Монако, Португалия (Азорски острови), Сирия, Словения, Тунис, Турция, Франция, Хърватия и Черна гора.
Обитава пясъчните дъна на океани и морета в райони с умерен климат. Среща се на дълбочина от 5,5 до 53 m, при температура на водата от 16,3 до 19,2 °C и соленост 37,5 – 38 ‰.